# 週六鬧鐘新聞
《週六鬧鐘新聞》（日语：めざましどようび，MEZAMASHI SATURDAY）是日本富士電視台及其聯播網（FNN）自2003年10月4日開始，於週六早上6:00 — 8:30播出的晨間新聞節目。
2008年7月12日至2012年3月31日還從早上9:55播出45分鐘的「週六鬧鐘新聞延長版」。

## 目前演出者
- 標示◎的人員標示兼任《鬧鐘電視》；標示○的人員標示兼任《鬧鐘電視AQUA》

無特別標記者代表皆為富士電視台播音員。
除阿部華也子、松村未央與安部篤以外的其他人皆也負責《鬧鐘電視》。
標註☆者也負責《Non Stop！》。
| 稱呼               | 主持人 |
| ------------------ | --- |
| 總主持人           | 生田龍聖 西山喜久恵★ 阿部華也子（藝人）                                                                                |
| 娛樂單元主播       | 阿部華也子（藝人） |
| 體育單元主播       | 大川立樹 |
| 天氣單元主播       | 上垣皓太朗 |
| 新聞單元主播       | 松村未央★☆ |
| 娛樂記者（輪替制） | 阿部華也子（藝人） 生田龍聖 井上清華 軽部真一 鈴木唯 藤本万梨乃 小山内鈴奈 原田葵 高崎春 林佑香（藝人） 谷尻萌（藝人） |
| 外場記者           | 大川立樹 德田聡一朗 勝野健 高崎春 谷尻萌                                                                               |
| 旁白               | 笹谷陽子（藝人） 安部篤（配音員、旁白）                                                                                |
| 吉祥物             | めざましくん |

氣象預報士（不定期）
- 木村雅洋[1]
- 望月圭子[2]
- 徳田留美
- 樋口康弘
  - 颱風來臨時會輪流播報氣象。望月、徳田、樋口亦會與凌晨的《FNN Live News α》（不定期）中出場。

## 備註

## 外部連結
- 週六鬧鐘新聞 （页面存档备份，存于）